# Tonko Maroević
Tonko Maroević (Split, 22 d'octubre de 1941 - Stari Grad, 11 d'agost de 2020) va ser un poeta, assagista, traductor, historiador de l'art, crític d'art i crític literari croat.
Es va graduar al Gimnàs Clàssic de Split. Es va llicenciar en literatura comparada i història de l'art a la Facultat de Filosofia de Zagreb, on es va doctorar el 1976 amb la tesi de Belles arts en literatura croata de l'actualitat moderna. A la mateixa facultat va ser ajudant al Departament d'Història de l'Art entre 1965 i 1970. Des del 1970, fins que es va jubilar el 2011, va treballar a l'Institut d'Història de l'Art de Zagreb, on va exercir com a professor d'història de l'art. Paral·lelament va desenvolupar una intensa activitat com a poeta, crític literari i d'art i traductor. Des de 2002 era acadèmic de l'Acadèmia de Ciències i Arts de Croàcia (HAZU).
Tonko Maroević era un humanista i un home curiós que s'interessava per moltíssims assumptes. Com a poeta, pertanyia a una generació que s'havia esforçat per introduir nous referents en la literatura croata, com ara Borges, de qui va traduir diverses obres i a qui va dedicar uns quants assajos. És en aquest context on encaixa inicialment l'acostament a la literatura catalana, a més de l'interès per l'obra d'artistes com Miró, Brossa o Tàpies. Després de diverses publicacions en revistes i antologies de poesia universal, aquesta dedicació cristal·litzà en una antologia, Bikova koža (La pell de brau), de 1987, que recollia textos de poetes del segle xx, des de Maragall fins a Pere Gimferrer. Pocs mesos abans de la seva mort havia participat en la promoció de l'obra de Carles Torner. També havia escrit l'apartat dedicat a la literatura catalana en la història de la literatura mundial, publicada en croat. La seva poesia va aparèixer en col·leccions de poemes en prosa Examples (1965) i Blind Eye (1969) com a part de la generació reunida al voltant de la revista Razlog. En una etapa posterior, la seva poesia abunda en referències intertextuals i metatextuals, i es caracteritzà per un retorn al vers enquadernat i a les formes tradicionals, del que en són exemples Motif Genoveva (1986), Trag roga, ne bez vraga (1987), Četveroručno (1992), Sonetna struka (1992), Black & Light: versió of occasion (1995), Row of Sludge, Row of Foam (2013). Va publicar els seus poemes seleccionats en 2009 en la col·lecció Woods and Stones.
En la seva faceta de traductor, l'italià ha estat la llengua de la qual més ha traduït tant autors contemporanis (Luigi Pirandello, Umberto Saba, Edoardo Sanguineti), com poetes medievals i del Renaixement (Dante, Petrarca). Un dels seus interessos era fer parlar en croat els poetes petrarquistes d'expressió italiana de la costa de Dalmàcia. A més de l'italià, però, Maroević va traduir del castellà (sobretot Borges), del francès (Queneau), del grec (Kavafis), de l'eslovè i del català. Pel que fa al català, havia portat al croat els versos de Bartomeu Rosselló-Pòrcel, Salvador Espriu, Montserrat Abelló, Joan Maragall o Joan Salvat-Papasseit.
Maroević va ser un dels grans promotors del PEN Club a Croàcia, a través del qual va organitzar l'important trobada a Dubrovnik l'any 1993, quan Croàcia ja havia proclamat la independència però encara patia la guerra d'agressió per part de Iugoslàvia.
Va ser membre de diverses comissions i jurats. Va obtenir nombrosos premis i reconeixements.